# Björne Väggö
Björne Viktor Väggö (Malmö, 9 settembre 1955) è un ex schermidore svedese, vincitore di una medaglia d'argento nella scherma ai giochi olimpici.